# Plestiodon quadrilineatus
Plestiodon quadrilineatus (гонконзький сцинк) — вид сцинкоподібних ящірок родини сцинкових (Scincidae). Мешкає в Південно-Східній Азії.

## Поширення і екологія
Гонконзькі сцинки мешкають на півдні Китаю (в провінціях Гуансі і Гуандун, в Гонконзі та на острові Хайнань) та у В'єтнамі, спостерігалися в Таїланді і Камбоджі. Вони живуть у вічнозелених широколистяних лісах і бамбукових заростях. Ведуть денний, наземний спосіб життя.